# Daniel Yonnet
Daniel Yonnet, né le 10 juin 1933 à Fontenay-le-Comte et mort à Clohars-Carnoët le 9 novembre 2020, est un journaliste, écrivain et critique littéraire, qui a travaillé pour la télévision et le cinéma. Il a reçu en 1982 le prix Jean-Le-Duc en compagnie de Pierre Schoendoerffer et Jean-François Chauvel pour le film L'Honneur d'un capitaine.

## Biographie
Après avoir été mobilisé en Algérie, il se lance en 1957 dans le journalisme, d'abord au Télégramme à Brest, puis à Ouest-France, où il est successivement reporter sportif, directeur départemental du Finistère (1973-1984), directeur de la rédaction de Cherbourg (1984-1988) et critique littéraire. Il prend sa retraite professionnelle en 1997.
Il est également l'auteur d'ouvrages sur la Bretagne, dont plusieurs en collaboration avec le photographe Michel Thersiquel. 
Il a été membre du comité d'honneur de la Maison internationale des poètes et des écrivains de Saint-Malo.

## Publications
- Le Printemps du fossoyeur, éditions Jean-Claude Lattès, 1981
- Ballade pour une femme, éditions Jean-Claude Lattès, 1985
- La Marche des anges ou l'annonce volée, éditions Jean-Claude Lattès, 1987
- Le Diable et l'exorciste, éditions Œuvres textuelles, 1993
- Nos années de Breizh, avec Nono et Yves Quentel, éditions Apogée, 1998
- Le Finistère des peintres, avec André Cariou, éditions Ouest-France, 1999
- La Bretagne aimée des peintres Quimperlé-Pont-Aven-Concarneau, éditions Le Télégramme, 2001
- La Bretagne vue du ciel, avec le photographe Michel Coz, éditions du Chêne, 2006